# العبودية في مصر القديمة

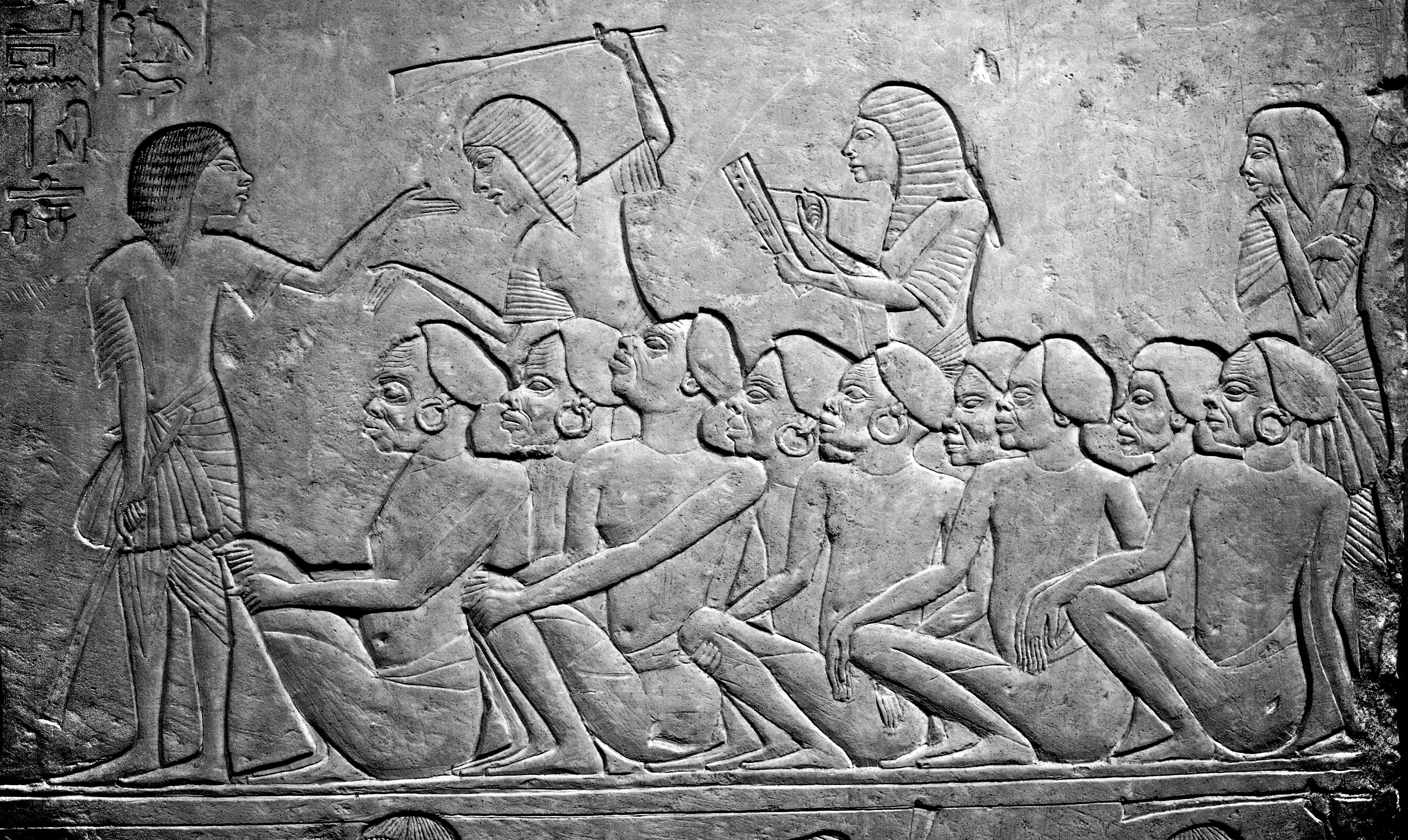
سوق عبيد مصري قديم يظهر عبيد افارقة ينتظرون البيع

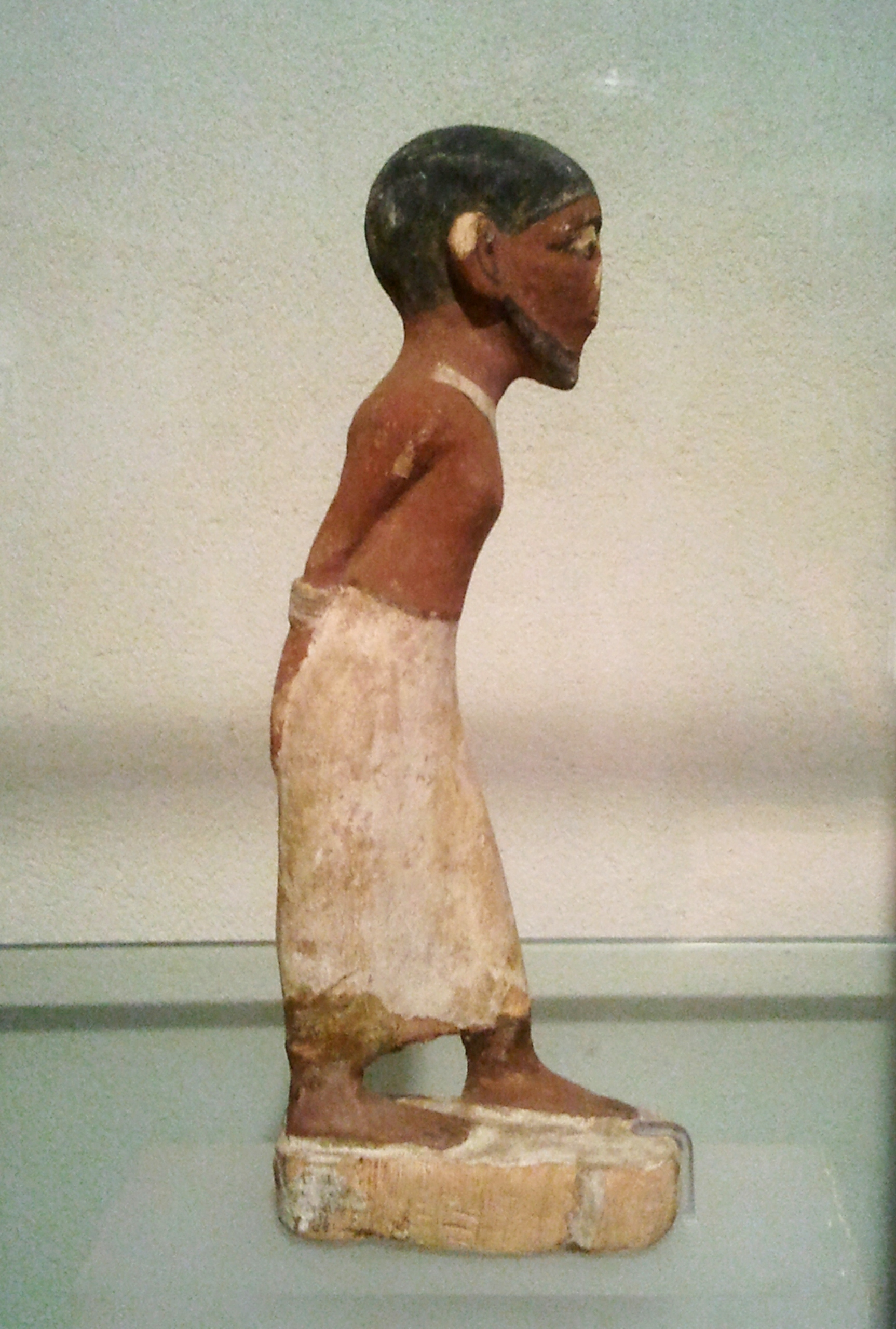
تمثال يظهر عبد سامي/آسيوي

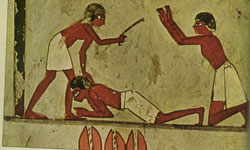
عبد يتم ضربه

كانت العبودية في مصر القديمة موجودة على الأقل منذ فترة المملكة القديمة. المناقشات حول العبودية في مصر الفرعونية معقدة بسبب المصطلحات المستخدمة من قبل المصريين للإشارة إلى فئات مختلفة من العبودية على مدار تاريخ مصر القديمة. من الصعب التمييز بين تفسير الأدلة النصية لطبقات العبيد في مصر القديمة باستخدام الكلمات وحدها.
كان هناك ثلاثة أنواع من الاستعباد في مصر القديمة: عبودية الامتلاك للعبد ،عبودية رد الدين، و السخرة.
وحتى هذه الأنواع من العبودية التي تبدو معرفة جيدا تكون عرضة للتفسير الفردي. شملت ثقافة العمل في مصر العديد من الأشخاص من مختلف الطبقات الاجتماعية.
إن الكلمة المترجمة "عبد" من اللغة المصرية لا تتوافق تمامًا مع المصطلحات الحديثة أو أدوار العمل التقليدية. يمكن لتصنيفات "الخادم" و"الفلاح" و"العبد" أن تصف أدوارًا مختلفة في سياقات مختلفة. تشير النصوص المصرية إلى كلمتين "بك" و"حم" اللتين تعنيان العامل أو الخادم. تشير بعض اللغة المصرية إلى الأشخاص الذين يشبهون العبيد باسم "sqr-ꜥnḫ"، وتعني "السجين الحي؛ أسير الحرب".
تظهر أشكال السخرة والعبودية في جميع أنحاء مصر القديمة. أراد المصريون السيطرة على ممالكهم وقد يغيروا الأفكار السياسية والاجتماعية لصالح حالتهم الاقتصادية. لم يكن وجود العبودية مربحًا لمصر القديمة فحسب، بل سهّل الحفاظ على قوة الممالك واستقرارها.

## العبودية
كان العبيد في الغالب أسرى حرب. جميع الأسرى، بمن فيهم المدنيون الذين ليسوا جزءا من القوات العسكرية، يصبحون موردا ملكيا. ثم يقوم الفرعون بإعادة توطين الأسرى من خلال نقلهم إلى مستعمرات للعمل، وإعطائهم للمعابد، وإعطائهم كمكافآت للأفراد المستحقين، وإعطائهم لجنوده كغنائم. وقد بدأ بعض العبيد المتجولين كأشخاص أحرار ثبتت إدانتهم بارتكاب أعمال غير مشروعة وأجبروا على التخلي عن حريتهم. وولد عبيد آخرون في الحياة من أم مستعبدة.

## العمال المستعبدون
تمكن المصريون القدماء من بيع أنفسهم إلى العبودية في شكل من أشكال العمل. فالبيع الذاتي في العبودية لم يكن دائما خيارا من الإرادة الحرة للأفراد، وإنما نتيجة لأفراد لم يتمكنوا من تسديد ديونهم. ومن شأن الدائن أن يمسح الدين عن طريق اكتساب الفرد الذي كان في حالة دين كرقيق، إلى جانب أطفاله وزوجته. ويتعين على المدين أيضا أن يتخلى عن كل ما كان يملكه. وتمكن القرويون أيضا من بيع أنفسهم للاسترقاق من أجل الغذاء أو المأوى.

## التسخير
قد تمكنت عدة إدارات في الحكومة المصرية القديمة من صياغة العمال من عامة السكان للعمل في الدولة بنظام العمل التجريبي. تم تجنيد العمال لمشاريع مثل البعثات العسكرية، والتعدين، واستغلال المحاجر، وبناء الأهرامات، ومشاريع البناء الأخرى للدولة. ودفع أجور العمال، تبعا لمستوى مهاراتهم ووضعهم الاجتماعي نسبة لعملهم. لم يكن العمال المجندون مملوكين لأفراد، مثلهم مثل العبيد الآخرين، بل هم مطلوبون لأداء العمل كواجب للدولة. وكان تسخير العمل شكلا من أشكال الضرائب من جانب المسؤولين الحكوميين وعادة ما يحدث على المستوى المحلي عندما دعا مسؤولون رفيعو المستوى قادة القرى الصغيرة.

## السادة
كان سادة مصر القديمة تحت التزامات عند امتلاك العبيد. وقد سمح لهم باستخدام قدرات عبيدهم من خلال توظيفهم بطرق مختلفة بما في ذلك الخدمات المنزلية (الطهاة ومصنعين البيرة والمربيات وما إلى ذلك) وخدمات العمل (البستنة والأيدي المستقرة والأيدي الميدانية، وما إلى ذلك). وكان للسادة أيضا الحق في جعل العبد يتعلم تجارة أو حرفة لجعل العبد أكثر قيمة. وحظر على السادة إرغام العبيد الأطفال على العمل البدني القاسي.

## الاقتصاد
كانت مصر القديمة اقتصادا قائما على الفلاحين، ولم يكن للعبودية أثر أكبر حتى العصر اليوناني الروماني. وقد تم التعامل مع الرقيق في مصر القديمة من خلال التجار الخاصين وليس من خلال سوق عام. وكان يتعين إجراء هذه الصفقة أمام مجلس محلي أو مسؤولين لديهم وثيقة تتضمن بنودا استخدمت في مبيعات قيمة أخرى. ومع ذلك تمكن الفراعنة من تجاوز هذا.

## حياة العبودية
عاش العديد من العبيد الذين عملوا في المعبد في ظروف فظيعة، ولكن في المتوسط العبد المصري القديم عاش حياة مماثلة لحياة عبيد الأرض. وكانوا قادرين على التفاوض على المعاملات وامتلاك الممتلكات الشخصية. أُعطي العبيد الغذاء وربما لم يتقاضوا أجورا.
كان العبيد المصريون، وتحديدًا في عصر الدولة الحديثة، ينحدرون من أراضٍ أجنبية. كان يُنظر إلى العبيد أنفسهم على أنهم إنجاز لعهد ملوك مصر، وعلامة على القوة. كان يُنظر إلى العبيد أو الخبز على أنهم ممتلكات أو سلعة يمكن شراؤها وبيعها. تم تجاهل صفاتهم الإنسانية وكان يُنظر إليهم على أنهم مجرد ملكية تستخدم في عمل السيد. على عكس المصطلح الأكثر حداثة، "الأقنان"، لم يكن العبيد المصريون مقيدين بالأرض؛ يمكن للمالك (المالكين) استخدام العبد لأغراض مهنية مختلفة. يمكن للعبيد أن يخدموا في إنتاجية المنطقة والمجتمع. كان العبيد بشكل عام من الرجال، ولكن يمكن إجبار النساء والعائلات على الخدمة المنزلية للمالك.
إن سيولة مهنة العبد لا تُترجم إلى "حرية". من الصعب استخدام كلمة "حر" كمصطلح لوصف الاستقلال السياسي أو الاجتماعي للعبد بسبب قلة المصادر والمواد من هذه الفترة الزمنية القديمة.
ركزت الكثير من الأبحاث التي أجريت حول الاستعباد المصري على مسألة الدفع للعبيد. لم يكن السادة عادةً يدفعون لعبيدهم أجرًا منتظمًا مقابل خدمتهم أو ولائهم. لقد عمل العبيد حتى يتمكنوا إما من دخول مصر والأمل في حياة أفضل، أو الحصول على تعويض عن أماكن المعيشة والطعام، أو السماح لهم بالعمل في الحياة الآخرة.
على الرغم من أن العبيد لم يكونوا "أحرارًا" أو مستقلين بشكل شرعي، إلا أن العبيد في المملكة الحديثة كانوا قادرين على ترك أسيادهم إذا كان لديهم "شكوى مبررة". لقد قرأ المؤرخون وثائق حول المواقف التي قد يكون فيها ذلك ممكنًا، لكن لا يزال من غير المؤكد ما إذا كان الاستقلال عن العبودية ممكنًا أم لا.
هناك إجماع بين علماء المصريات على أن الأهرامات الكبرى لم يبنها العبيد.
وفقا لعلماء الآثار المشهورين مارك لينر وزاهي حواس، فإن الأهرامات لم يبنها العبيد؛ تظهر اكتشافات حواس الأثرية في التسعينيات في القاهرة أن العمال كانوا عمالاً بأجر، وليسوا عبيداً.
بل إن المزارعين هم الذين بنوا الأهرامات أثناء الفيضانات، عندما لم يتمكنوا من فلاحة أراضيهم. 